# Heitor Canalli
Heitor Canalli, ou plus simplement Canalli (Juiz de Fora, 31 mars 1910 - Petrópolis, 21 juillet 1990), est un footballeur international brésilien qui évoluait au poste de milieu de terrain.

## Biographie
Canalli commence sa carrière au Petropolitano de 1927 à 1929, avant d'être transféré au Botafogo Football Club. Avec le club alvinegro, Canalli remporte le championnat de Rio en 1930, 1932, 1933. Il joue ensuite au Flamengo, en 1933, puis au Torino FC, en Italie, de 1934 à 1935. Il revient alors au Botafogo avec qui il remporte encore le titre de champion de Rio en 1935. Il défend les couleurs du Botafogo jusqu'en 1940 et termine sa carrière au Canto do Rio Football Club en 1941.
Ses performances sous le maillot alvinegro du club de Rio de Janeiro lui valent d'être sélectionné en équipe du Brésil. Il joue 19 matches avec l'équipe nationale (dont quatre officiels,) et participe notamment à la coupe du monde 1934, en compagnie de huit de ses coéquipiers du Botafogo.

## Sources
- (pt) Cet article est partiellement ou en totalité issu de l’article de Wikipédia en portugais intitulé « Heitor Canalli » (voir la liste des auteurs).